# Command & Conquer: Red Alert (iOS)
Command & Conquer: Red Alert là một trò chơi chiến thuật thời gian thực 2.5D phát triển và phát hành bởi Electronic Arts cho iOS. Nó được phát hành vào tháng 10 năm 2009 tại App Store.
Trò chơi có 2 phe phái có thể chơi được là Xô Viết và Đồng Minh mà trước đó xuất hiện trong Command & Conquer: Red Alert và Command & Conquer: Red Alert 2 với một phe có thể chơi thứ ba, Empire of the Rising Sun từ Command & Conquer: Red Alert 3 có sẵn như là một-ứng dụng bổ sung .

## Cốt truyện
Trò chơi được đặt trong một vũ trụ song song, trong đó Chiến tranh thế giới thứ hai như chúng ta biết đã không bao giờ xảy ra, trong bản gốc Red Alert, Albert Einstein đã đi ngược thời gian và loại bỏ Hitler trong những năm 1920 - kết quả là Liên Xô là kẻ xâm lược chính. Sau chiến thắng của Đồng Minh trong Red Alert 2, các nhà lãnh đạo Xô Viết đi ngược thời gian và loại bỏ Albert Einstein vào năm 1927, ngăn chặn các nước Đồng Minh tạo vũ khí nguyên tử trong khi Liên Xô lên nắm quyền lực, chiến đấu với các Đồng Minh trong những năm 1980. Trò chơi diễn ra ngay sau Red Alert 2: Yuri Revenge và trước khi Xô Viết thất bại ở mở đầu của Red Alert 3. Vì cuộc đi ngược thời gian diễn ra trong Red Alert 3 vẫn chưa diễn ra, vì thế vẫn có sự hiện diện của các công nghệ như "Prism Tank" và "Prism Towers" vốn bị loại bỏ trong Red Alert 3 .
.
Các sự kiện trong trò chơi dẫn đến việc Xô Viết có được công nghệ đi ngược thời gian.

## Lối chơi

Quân Xô Viết màu đỏ tấn công và đánh bom một căn cứ của quân Xô Viết màu xanh

Red Alert giữ lại cơ chế RTS chính của dòng game Command & Conquer. Các phe phái thu hoạch tài nguyên từ các mỏ quặng bằng cách sử dụng nhà máy lọc và sau đó sử dụng các nguồn lực đó để xây dựng căn cứ quân sự và các lực lượng tại chỗ. Các cơ chế thu thập được sắp xếp hợp lý nên không có đơn vị thu gom, nhà máy lọc là nơi duy nhất cung cấp một dòng tiền ổn định. Công trình hình thành một cây công nghệ cao nông nhưng rộng với nhiều đơn vị và các tòa nhà. Các đơn vị và các tòa nhà được lựa chọn và di chuyển bằng cách bấm vào chúng và trên các khu vực khác nhau trên chiến trường. Camera chuyển động xung quanh chiến trường bằng cách kéo và di chuyển trên màn hình cảm ứng và phóng trong và ngoài bằng cách chỉ vào màn hình.
Người chơi có thể lựa chọn giữa hai phe Xô Viết và Đồng Minh với mỗi phe đều có cách thiết lập độc đáo của các đơn vị và công trình. Ngoài các đơn vị đến từ các trò chơi Red Alert trong quá khứ và hiện tại như "War Bears" và "Apollo Fighters" từ Red Alert 3 cũng như "Prism Tank" và "Apocalypse Tank" từ Red Alert 2, trò chơi cũng đi kèm với các đơn vị mới không có mặt trong các trò chơi Red Alert trước đó. Hầu hết các công trình đều giữ lại thiết kế của từ Red Alert 2 với các trường hợp ngoại lệ của các tòa nhà nhất định như "Allied Battle Lab" của Đồng Minh sử dụng thiết kế của nó trong Red Alert 3 trong khi những công trình khác có thiết kế mới hoàn toàn.
Trò chơi sẽ có tổng cộng 12 bản đồ khác nhau mà sẽ được chơi trong chế độ skirmish .

## Phát triển
Trò chơi lần đầu tiên được công bố cho iPhone tại Electronic Entertainment Expo năm 2009 với một bản demo có thể chơi được giới thiệu tại gian hàng của Electronic Arts. Thông tin chi tiết được tiết lộ vào tháng 9 năm 2009 cũng như một loạt các ảnh chụp màn hình mới giới thiệu trò chơi . EA cũng đã công bố rằng họ sẽ phát hành thêm nhiều cập nhật cho trò chơi lúc phát hành để kích hoạt chức năng chơi mạng cho phép người chơi có thể chơi với nhau qua Wi-fi và Bluetooth. EA cũng công bố rằng họ sẽ phát hành một bản mở rộng cho trò chơi trong năm 2010 bao gồm một phe mới, Empire of the Rising Sun, cũng như các đơn vị mới cho cả Xô Viết và Đồng Minh .